# Inside Out (Edgar Broughton Band)
Inside Out è il quarto album in studio del gruppo rock psichedelico britannico Edgar Broughton Band, pubblicato nel 1972.

## Tracce
Side 1
1. Get Out of Bed / There's Nobody There / Side by Side - 3:42
2. Sister Angela - 0:40
3. I Got Mad - 3:45
4. They Took It Away - 2:27
5. Homes Fit for Heroes - 4:18
6. Gone Blue - 3:14
7. Chilly Morning Mama - 4:32

Side 2
1. The Rake - 2:42
2. Totin' This Guitar - 1:46
3. Double Agent - 2:53
4. It's Not You - 11:10
5. Rock 'n' Roll - 2:56

## Formazione
- Edgar Broughton - voce, chitarra
- Arthur Grant - basso, voce
- Steve Broughton - batteria, voce
- Victor Unitt - chitarre, voce